# 帶泥鱂
帶泥鱂，為輻鰭魚綱鯉齒目鯉齒亞目花鳉科的其中一種，分布於中美洲伊斯帕尼奧拉島的聖胡安河流域，體長可達3公分，屬肉食性，生活習性不明。

## 擴展閱讀
維基物種上的相關：帶泥鱂